# Liste von Burgen, Festungen und Schlössern im Landkreis Kaiserslautern
Die Liste von Burgen, Festungen und Schlössern im Landkreis Südliche Kaiserslautern nennt Burgen, Festungen und Schlösser im heutigen Landkreis Kaiserslautern.
| Bauwerk              | Gemeinde                       | Baujahr (Zeitraum) | Bauherr                                      | Zustand | siehe auch |
| -------------------- | ------------------------------ | ------------------ | -------------------------------------------- | ------- | ---------- |
| Burg Alsenborn       | Enkenbach-Alsenborn            |                    |                                              |         |            |
| Anselburg            | Enkenbach-Alsenborn            |                    |                                              |         |            |
| Burg Breidenborn     | Enkenbach-Alsenborn            |                    |                                              |         |            |
| Dieboldsburg         | Otterbach                      |                    |                                              |         |            |
| Burg Diemerstein     | Frankenstein                   |                    |                                              |         |            |
| Schloss Fischbach    | Fischbach (bei Kaiserslautern) |                    |                                              |         |            |
| Burg Frankenstein    | Frankenstein                   |                    |                                              |         |            |
| Glasburg             | Fischbach (bei Kaiserslautern) |                    |                                              |         |            |
| Bürglin (Landstuhl)  | Landstuhl                      |                    |                                              |         |            |
| Schloss Landstuhl    | Landstuhl                      |                    |                                              |         |            |
| Burg Nanstein        | Landstuhl                      |                    | Franz von Sickingen                          |         |            |
| Schloss Neuhemsbach  | Neuhemsbach                    |                    |                                              |         |            |
| Burg Otterbach       | Otterbach                      |                    |                                              |         |            |
| Otterburg            | Otterberg                      |                    |                                              |         |            |
| Burg Perlenberg      | Bann                           |                    |                                              |         |            |
| Burg Schallodenbach  | Schallodenbach                 |                    |                                              |         |            |
| Schloss Schernau     | Landstuhl                      |                    |                                              |         |            |
| Stolzenburg          | Stelzenberg                    |                    |                                              |         |            |
| Trippstadter Schloss | Trippstadt                     |                    |                                              |         |            |
| Schloss Weilerbach   | Weilerbach                     |                    |                                              |         |            |
| Burg Wilenstein      | Trippstadt                     |                    | Johannes von Wilenstein/Herren von Flörsheim |         |            |